# Seznam etiopskih filozofov
Seznam etiopskih filozofov.

## H
- Valda Hejvat (18. stol.)

## J
- Zera Jakob [Zera Yacob] (17. stol.)

## S
- blatengeta Heruj Velde Selasije (1878 - 1938)

## T
- Tekle Havariat Tekle Marjam (1881 - 194?)
- Hama Tuma (1949 - )